# Ludo (film)
 For alternative betydninger, se Ludo (flertydig). (Se også artikler, som begynder med Ludo)
Ludo er et psykologisk drama instrueret af Katrin Ottarsdóttir fra 2014

## Medvirkende
- Lea Blaaberg som Datteren
- Hjalmar E. Dam som Faderen
- Hildigunn Eyðfinsdóttir som Moderen
- Bárður Persson som Lægen
- Gunnvá Zachariasen som Lægens kone